# 풍산로 (순창군)
풍산로(Pungsan-ro)는 전북특별자치도 순창군 풍산면과 유등면을 잇는 도로이다.

## 주요 경유지
전북특별자치도
- 순창군 풍산면, 유등면

## 노선
| 이름         | 접속 노선                 | 소재지 | 소재지 | 비고 |
| ------------ | ------------------------- | ------ | ------ | ---- |
| (삼거리)     | 지방도 제730호선 (금풍로) | 순창군 | 풍산면 |      |
| 덕산교       |                           | 순창군 | 풍산면 |      |
| 덕산 교차로  | 국도 제27호선 (옥순로)    | 순창군 | 풍산면 |      |
| 향가 교차로  | 향가로                    | 순창군 | 풍산면 |      |
| (이름없음)   | 지방도 제745호선 (금탄로) | 순창군 | 풍산면 |      |
| 유풍교       |                           | 순창군 | 풍산면 |      |
| 파출소삼거리 | 지방도 제730호선 (유등로) | 순창군 | 풍산면 |      |